# Livádia, Cypern
Livádia är en ort i Cypern.   Den ligger i distriktet Eparchía Lárnakas, i den östra delen av landet, 30 km sydost om huvudstaden Nicosia. Livádia ligger 19 meter över havet och antalet invånare är 5 329. Den ligger på ön Cypern.
Terrängen runt Livádia är huvudsakligen platt, men åt nordväst är den kuperad. Havet är nära Livádia åt sydost. Närmaste större samhälle är Larnaca, 3,2 km söder om Livádia. Trakten runt Livádia består till största delen av jordbruksmark.